# Erken
Erken är en sjö i Roslagen norr om Norrtälje som ingår i Broströmmens huvudavrinningsområde. Sjön är 20 meter djup, har en yta på 23,3 kvadratkilometer och befinner sig 11 meter över havet. Sjön avvattnas av vattendraget Broströmmen. Vid provfiske har bland annat abborre, björkna, braxen och gers fångats i sjön.

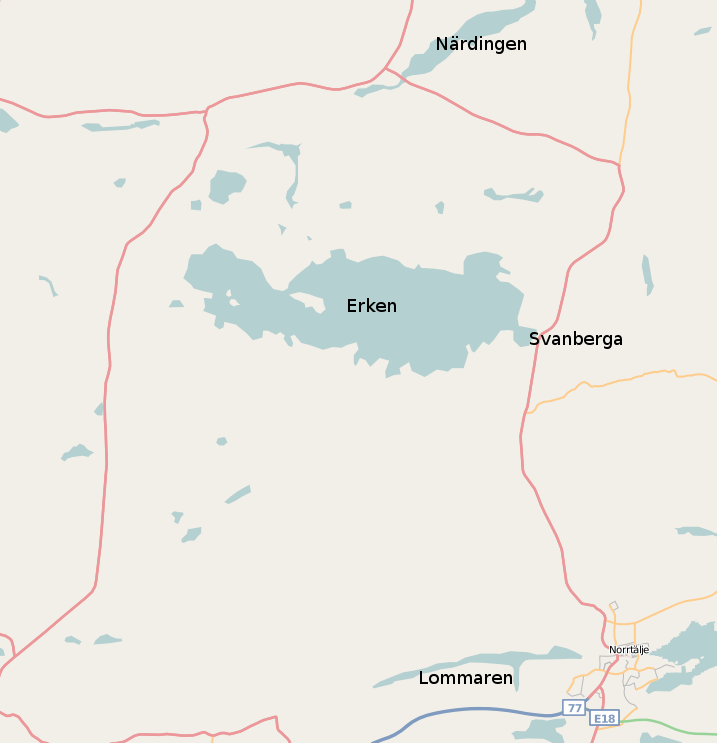
Karta över Erken och omgivningar.

Erken är Upplands tredje största sjö, efter Mälaren och Tämnaren. Vid Erken har Uppsala universitet ett limnologiskt laboratorium. Vattnet i sjön användes tidigare till dricksvatten i Norrtälje kommun. En utmärkt badplats finns i sjöns östra del i tätorten Svanberga, som är den största orten runt sjön. Erkens största tillflöde är Kristineholmsån i väster. Sjön avvattnas av Broströmmen i öster. Största ö i Erken är Södergarn.
Vid sjöns södra sida ligger Norra Malma säteri med forskningsstationen Erkenlaboratoriet och Norra Malma naturreservat.

## Fisk
Vid provfiske har följande fisk fångats i sjön:
- Abborre
- Björkna
- Braxen
- Gärs
- Gädda
- Löja
- Mört
- Nors
- Gös
- Lake

## Delavrinningsområde
Erken ingår i delavrinningsområde (663876-165406) som SMHI kallar för Utloppet av Erken. Medelhöjden är 16 meter över havet och ytan är 57,6 kvadratkilometer. Räknas de 7 avrinningsområdena uppströms in blir den ackumulerade arean 137,13 kvadratkilometer. Avrinningsområdets utflöde Broströmmen mynnar i havet. Avrinningsområdet består mestadels av skog (50 procent). Avrinningsområdet har 24,01 kvadratkilometer vattenytor vilket ger det en sjöprocent på 36,1 procent. Bebyggelsen i området täcker en yta av 0,83 kvadratkilometer eller 1 procent av avrinningsområdet.

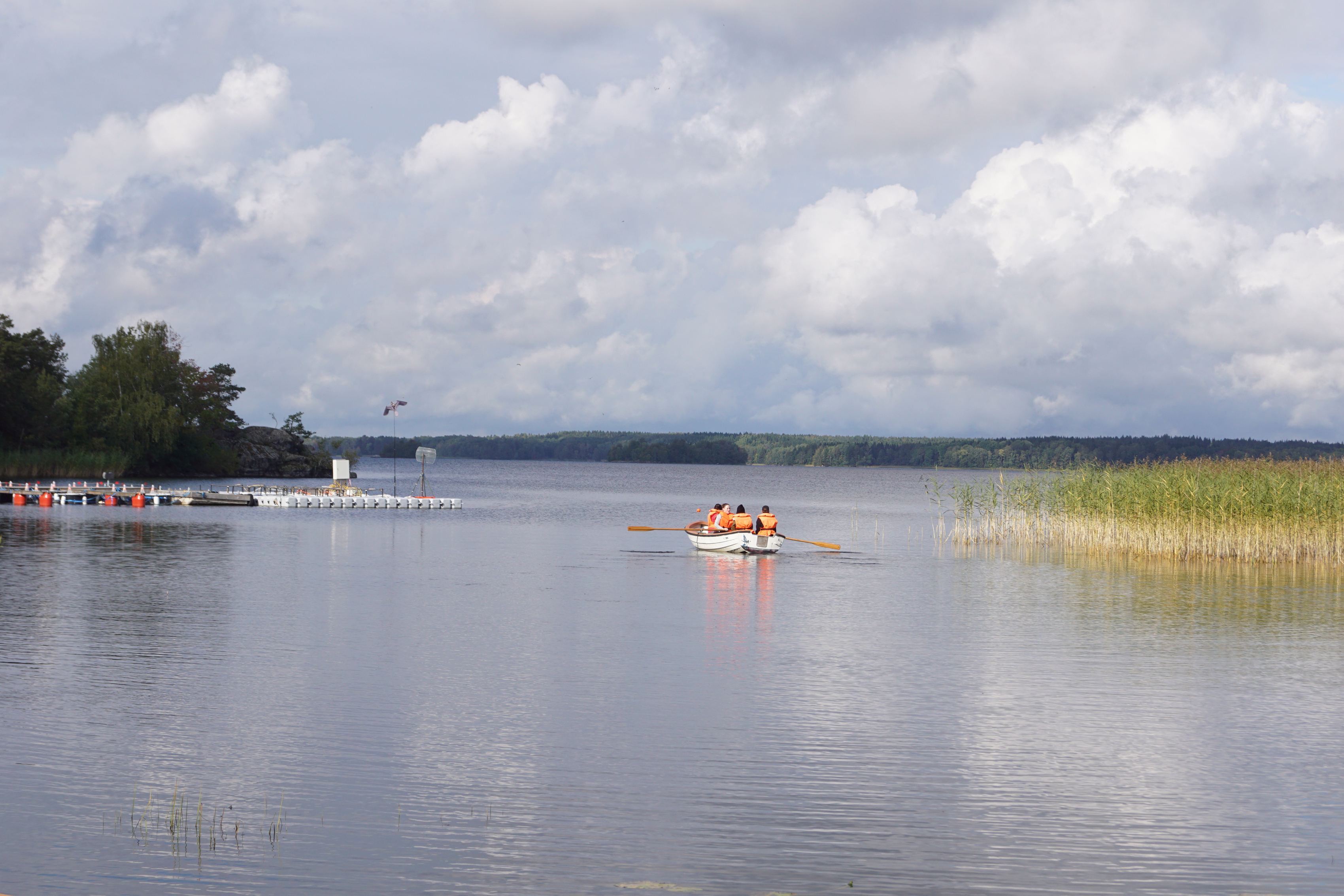
Del av Erken från söder.
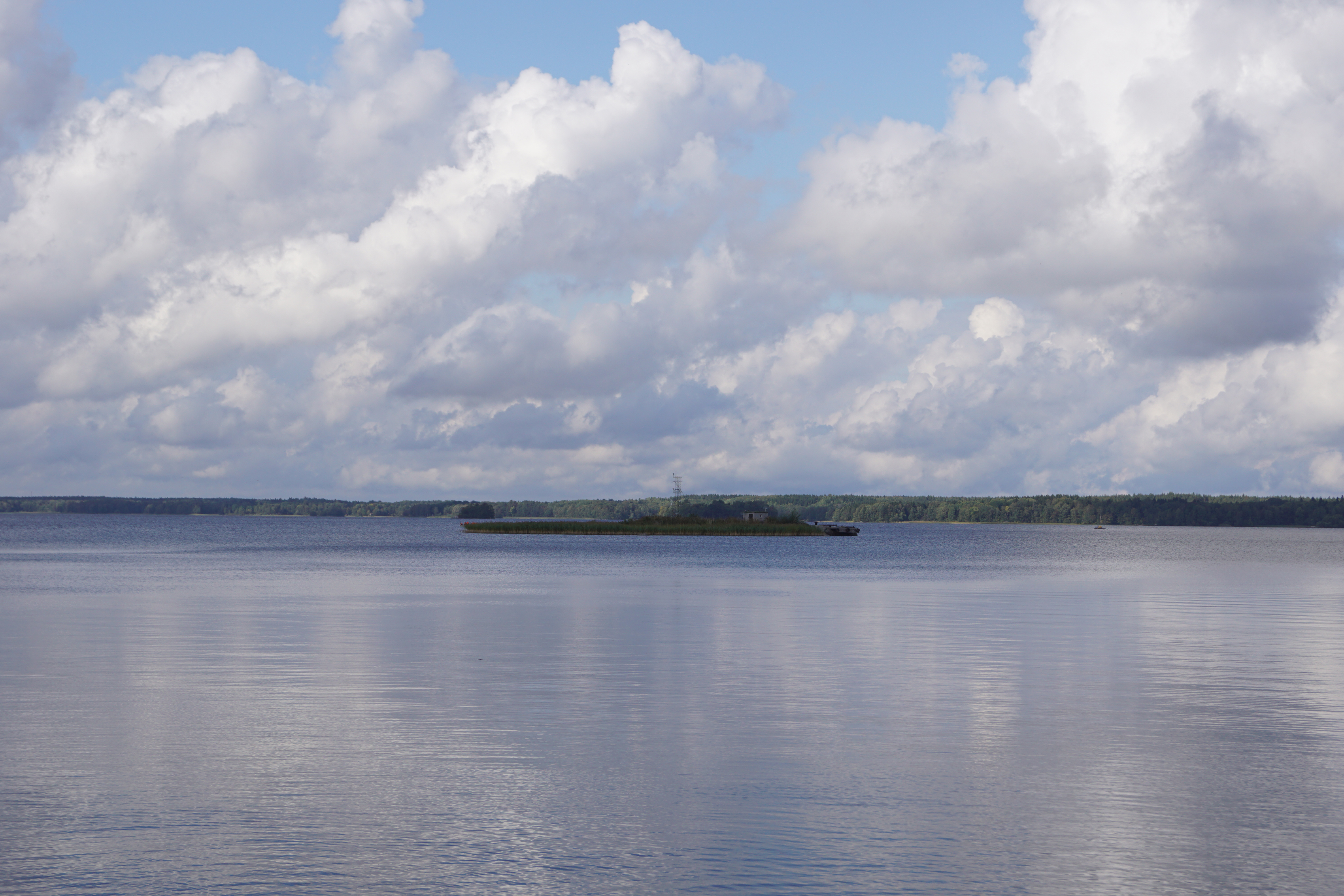
Del av Erken från söder.
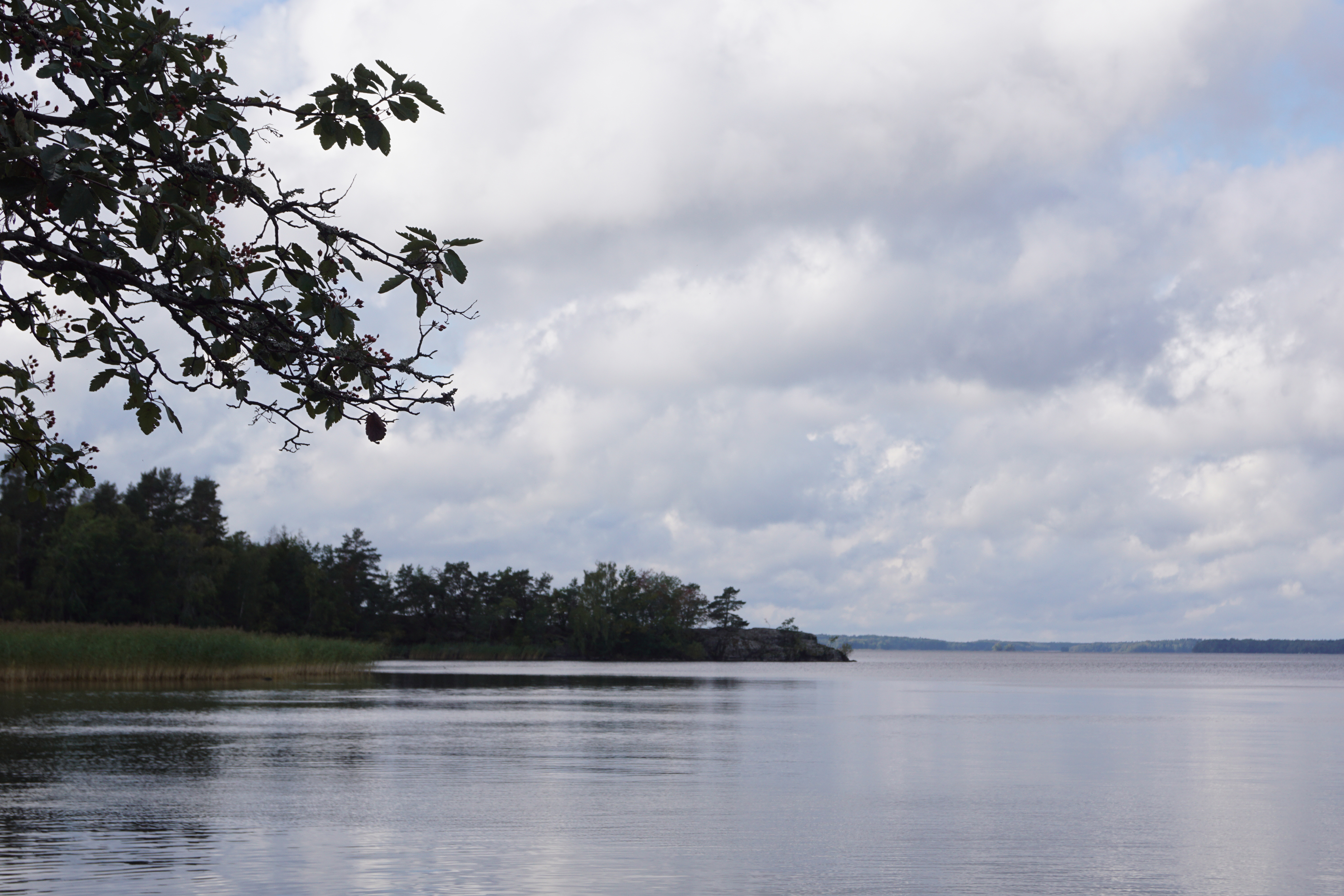
Del av Erken från söder.